# محمدرضا نعمتی‌زاده
محمدرضا نعمتی زاده (متولد ۱۳۱۳، بوشهر، درگذشته ۱۳۶۷ ، بوشهر) مشهور به نیمای جنوب شاعر و نویسنده ایرانی بود. وی چهره ای برجسته و اثرگذار در شعر جنوب ایران شمرده می شود.

## زندگی
محمدرضا نعمتی‌زاده، فرزند نورالله مغازه‌دار فرش فروشی، دهم اسفند سال ۱۳۱۳ در شهر بوشهر به دنیا آمد و در نوزدهم اسفندماه ۱۳۶۷ در شهر بوشهر نیز چشم از جهان فروبست. از دوران کودکی به شعر و شاعری علاقه‌مند شد. وی تحصیلات متوسطه را در دبیرستان سعادت بوشهر گذرانید و معلم شد. در جم، بندر دیلم، چاهکوتاه و بوشهر به تدریس پرداخت و در سال ۱۳۳۴ نخستین مجموعه شعر خود را به نام «پس از سکوت» با تخلص  م . ن کاوه منتشر ساخت. در سال ۱۳۴۳در رشته زبان و ادبیات انگلیسی از دانشسرای عالی تهران لیسانس گرفت. نعمتی زاده در گونه های مختلف شعر مهارت داشت. دو بیتی، غزل، چهارپاره و منظومه‌های بلند در عروض نیمایی و عروض کلاسیک می‌سرود. از کتاب‌های او می‌توان به «فصل خاکستر»، «کوچ»، «پس از سکوت تا کوچ»، که به همت همسر و فرزندانش بعد از فوت او منتشر شد، اشاره کرد.

## فعالیتهای ادبی و اجتماعی
نعمتی زاده اولین شاعر بوشهری است که با شعر نیمایی آشنا شد و به استقبال شعر نیما رفت. وی از شاعران مطرح دهه های ۳۰، ۴۰ و ۵۰ بود و از وی شعرهای بسیاری در مطبوعات ادبی آن زمان به چاپ می رسید. نعمتی زاده در سال ۱۳۳۴ توانست اولین دفتر شعر خود «پس از سکوت» را چاپ و منتشر سازد. وی در کنار فعالیت‌های ادبی به فعالیت‌های سیاسی نیز می پرداخت به‌دلیل همین مبارزات سیاسی بارها توسط ساواک بازداشت و زندانی شد.
از نعمتی زاده پس از مرگ وی مجموعه‌های  فصل خاکستر، کوچ و پس از سکوت تا کوچ به چاپ رسیده است.
منوچهر آتشی دیگر شاعر بوشهری در مورد این شاعر می گوید:
«دو تا همزاد بودیم، در واقع مثل یک نفر در دو لباس بودیم. هیچ کس دیگه ای هم غیر از ما دو تا نبود که در بوشهر اساس کار رو خوب شروع کنه.»
محسن پزشکیان نیز شعری به نام ای ابرهای عالم برای وی سروده است.
نمونه ای از سروده های وی:
در دل منی و باز دور و بیکرانه ای
دور از منی و با دلم هم آشیانه ای
دل به بیکرانه ها به دیدن تو پر زند
با صدای بالها، میان لب ترانه ای
...
محسن پزشکیان برای محمدرضا نعمتی زاده:
ای ابر های عالم
شرمِ آفتاب را
از نگاه قزگل
بپوشانید
زیرا امسال
لب تمامی سنگاب ها 
-آبشخور عشیره-
در انتظار نم نم بارانی
ترکیده ست
و کاسه پسین
از آب روشن آواز کاکلی خالی است
قزگل!
چرا صدایت
کوه را نمی رقصاند؟
قزگل!
مگر کبک های دره بیدمشک
به جستجوی افق های سبز
کوچیدند؟
دیدی؟
آن های و هوی آغاز
مثل تبی گرم
با عرقی سرد
فروکش کرد؟
وسال
کُرّه انداخت
و ابرهای مهاجر
دیگر به پرسش مکرّر لب ها و چشم ها جواب نگفتند؟
اما
تو را چه غم ، قزگل؟
مردان اگر بگریند
شاید
سارای خوبشان را
سیلاب برده باشد
سارا: سیاه گیسو
سارا: سیاه چشم
سارا:بلند بالا
سارا: سپید تن
تو را چه غم ، قزگل؟
خورشید وام دار نگاه توست
چشم تو شب چراغ عشیره
چشم تو شب چراغ روشن صحراهاست
چه غم...؟
چه می گویم؟
پستان میش ها
مثل دل قزگل
خشکیده و چلیده ست
و چاتمه از بیکاری
رو در روی افق
خمیازه می کشد
رنگین کمان جاجیم
از هم پاشیده ست
سیاه چادر:
خالی
دهان گشوده چو گوری سرد
و آهوی رونق
از بهشت پیرهن قزگل
که سال پیش پُراز سبزه و پرنده و گل و پولک بود
رمیده ست
ای ابر های عالم
باران را
پیش خشم قزگل
شفاعت کنید
هنوز و هرگز
برای آمدنش دیر نیست
قزگل!
قزگل!
خدای را
آنجا نگاه کن
غولی هزار سر
در تن پوش خیس خاکستر
از کوه سر کشیده
بر دشت
خم شده ست
قزگل!
من رویش تمامی صحرا را
در پیچ و تاب جانش
میبینم
تا زیر سر چه دارد
این ابر
تا زیر سر چه دارد؟